# Menáhem ben Benjámin Rekánáte
Menáhem ben Benjámin Rekánáte (héberül: מנחם בן בנימין ריקנטי), (Itália, 1250 körül – Itália, 1310 körül) középkori itáliai zsidó hittudós.
Talmudi döntvényei mellett misztikus szemléletű Tóra-kommentárja jelentős. Őt tartják az itáliai Kabbala megalapítójának, ő használta először a Zóhárt tanításait a Bibliamagyarázatban. Elítélte Arisztotelész filozófiájának követőit és Maimonidészt, ugyanakkor sok mindent átvett az ún. Jámborok könyve és Nahmanidész misztikus nézeteiből.